# لیپینگسکیه ماوه
لیپینگسکیه ماوه (به لاتین: Lipińskie Małe) یک روستا در لهستان است که در گمینا پروستکی واقع شده‌است. لیپینگسکیه ماوه ۱۵۲ نفر جمعیت دارد.